# Minamoto no Yoritomo

Minamoto no Yoritomo

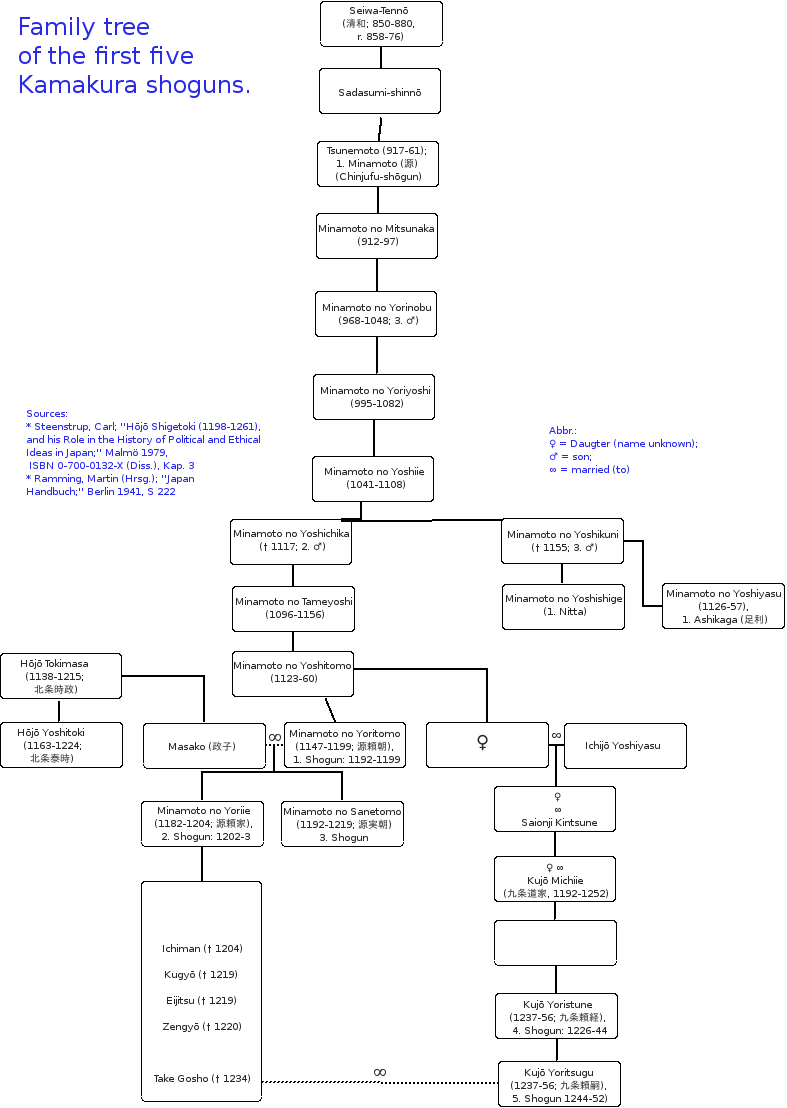
Genealogie van de eerste vijf shoguns.

Minamoto no Yoritomo (Japans: 源 頼朝, 9 mei 1147 - 9 februari 1199) was een Japans militair leider, en de stichter van het shogunaat, dat in de volgende 700 jaar meestal het machtscentrum van Japan vormde.
Yoritomo was de derde zoon van Minamoto no Yoshitomo en daarmee lid van de machtige Minamoto-familie (源氏, ook uitgesproken als Genji). Zijn moeder was de dochter van Fujiwara Suenori. De Minamoto-familie was tussen 1155 en 1160 verslagen door Taira no Kiyomori, de leider van de Taira-familie (平家 of 平氏, ook uitgesproken als Heike of Heishi). Veel leden van de Minamoto-familie, waaronder Yoritomo's vader, werden daarbij vermoord, maar Yoritomo en zijn broers waren gespaard. Yoritomo leefde in ballingschap op het schiereiland Izu. Yoritomo trouwde met een dochter van een van zijn cipiers, Hojo Masako, uit de kleine en onbekende Hojo-familie, die na zijn dood als regent voor de shoguns, de feitelijke macht in Japan in handen kreeg. Kiyomori en zijn familie hielden de macht in Japan, zoals de Fujiwara voor hen hadden gedaan.
In 1180 schreef prins Mochihito, een prins uit de keizerlijke familie, een bevel uit dat alle Minamoto opriep de Taira-clan te straffen voor haar machtsmisbruik (Kiyomori was de eerste samurai die van het keizerlijk hof een titel verkreeg; zijn dochter trouwde de aanstaande keizer). Hij verhuisde de hoofdstad Kioto naar Fukuhara (Kobe) en maakte de oud-keizer een gevangene aan zijn eigen hof. Na het verplaatsen van de hoofdstad werd Japan getroffen door diverse rampen. Deze werden de Taira (Heike) aangerekend. Yoritomo was de directe opvolger in de Minamoto-clan en sloot zich bij de strijd aan nadat eerst een oom die de Taira-clan diende, rebelleerde en werd verslagen. Zijn eerste poging mislukte, maar hij vormde een nieuwe strijdmacht bij Kamakura (ten zuiden van Tokio), en nog datzelfde jaar moest een groot Taira-leger zich naar Kioto terugtrekken.
In 1183 veroverde Yoritomo's neef Yoshinaka Kioto. De Taira-clan die na de dood van Kiyomori zijn grote leider kwijt was, en de jonge keizer Antoku(kleinzoon van Kiyomori) waren gedwongen te vluchten. Hierna werd Yoritomo's broer Yoshitsune de belangrijkste generaal. In 1184 boekte hij een grote overwinning in de slag bij Ichinotani, en het volgende jaar werden de Taira verslagen in de Zeeslag bij Dan-no-ura. Vele Taira-strijders sprongen in zee om door verdrinking zelfmoord te plegen. Bij deze slag stierf de kind-keizer Antoku. Met hem vergingen de drie keizerlijke juwelen.
Nadat Yoritomo de Taira had verslagen, liet hij niet alleen de volledige Taira-familie, met inbegrip van de baby's, vermoorden, maar ook zijn eigen familieleden ontkwamen niet: Yoshinaka werd in zijn opdracht gedood, Yoshitsune werd gedwongen zelfmoord te plegen.
Yoritomo kreeg in 1192 de titel van Sei-itai Shōgun (hoogste generaal die de barbaren verslaat), de hoogste militaire post in het land, meestal afgekort tot shōgun. Hij vestigde zich niet in Kioto, maar bleef gevestigd in Kamakura. De door hem begonnen periode in de Japanse geschiedenis heet dan ook de Kamakuraperiode.
De shogun kreeg het recht regionale bestuurders te benoemen, de shugo, militaire gouverneurs voor de provincies, en de jito, die militaire belastingen voor de landgoederen regelden. Hun positie kwam naast die van de bestaande civiele bureaucratie, maar werd na verloop van tijd de machtigere. Indirect werd hierdoor ook de shogun steeds machtiger, al verminderde dit later ook weer, doordat de shugo en jito zich steeds onafhankelijker konden opstellen.
Yoritomo overleed op 52-jarige leeftijd. Sommige bronnen noemen een ernstige ziekte als doodsoorzaak, andere een val van een paard. Na Yoritomo's dood werden zijn zoons Yoriie en Sanetomo shogun, maar de werkelijke macht lag in handen van de Hojo Tokimasa, Yoritomo's schoonvader. Na de dood van Sanetomo stierf Yoritomo's lijn van de Minamotofamilie uit, en het was de Hojo-familie die, nominaal als regenten voor diverse shoguns, de feitelijke macht in Japan in handen kreeg.